# Би Би Си
Би Би Си (на английски: British Broadcasting Corporation (BBC), в превод: Британска радиоразпръсквателна корпорация) е британска компания за обществено радио и телевизия. Корпорацията е създадена през 1922 г. като първата частна радиостанция в света. През 1927 г. същата придобива специален статут, като се финансира самостоятелно от събираните лицензни такси. Във Великобритания BBC не излъчва реклами и платени съобщения.

## Радио
Радио Би Би Си излъчва първите си предавания още през 1922 г. След 1938 г. станцията открива първите си чуждоезикови редакции за чужбина. Би Би Си излъчва следните радиопрограми:
- За Великобритания с национален обхват: BBC Radio 1, BBC 1Xtra, BBC Radio 2, BBC Radio 3, BBC Radio 4, BBC Radio Five Live, BBC Five Live Sports Extra, BBC 6 Music, BBC 7, BBC Asian Network;

- За националностите и регионите във Великобритания: BBC Radio Cymru (на уелски език) и BBC Radio Wales – за Уелс, BBC Radio nan Gaidheal (на шотландски език) и BBC Radio Scotland – за Шотландия, BBC Radio Foyle и BBC Radio Ulster – за Северна Ирландия, както и още 40 регионални радиопрограми за регионите в Англия

- За останалата част от света: BBC World Service – емисии на 35 езика (в София, България програмата на BBC World Service може да се слуша на честота 91,00 MHz УКВ до септември 2008 г., но българският Съвет за електронни медии прекратява лиценза на британската корпорация и предаванията са прекъснати. Това е първият случай в историята на Световната служба на BBC, когато корпорацията се отказва доброволно или под натиска на местните власти от своя честота в европейска столица [3]);

## Българска редакция
Българската редакция е създадена през 1940 г.
По време на Студената война програмите на български език са алтернатива на комунистическата пропаганда в България и другите социалистически страни, предоставяйки своята информация и коментари за събитията в света и в Народна република България. BBC е сред най-слушаните западни радиостанции в България. В определени периоди програмите са били силно заглушавани от комунистическите власти, но след 1980 година заглушителите са постепенно изключени, което прави предаванията по-достъпни.
Българската редакция на BBC има и своите звезди. Сред популярните коментатори са писателят Георги Марков, интелектуалецът Петър Увалиев и др. Най-голяма популярност сред българските младежи има съботното поп-шоу, изготвяно от легендарната водеща Ани Арнолд, внучка на известния български фолклорист, литературен историк, етнограф и член на БАН акад. Михаил Арнаудов
Петър Увалиев прави първия български превод на романа „1984“ от Джордж Оруел, който той адаптира за радиотеатър. Драматизацията е излъчена през пролетта и лятото на 1984 година, а в ролите са всички работещи в българската редакция на радиото.
По време на прехода в България, Би Би Си на български играе ключова роля с независима и безпристрастна журналистика. Предаванията се излъчват на УКВ в София. В редакцията работят журналисти като Димитър Димитров, Ели Хауърд, Братан Ковачев, Васил Велев, Теодора Христова и много други. Павлина Джоунс води „Попшоу“-то на Би Би Си. Един от малкото източници на информация за музиката в годините на прехода. В ефира звучат и младежкото предаване „Младоритет“ и алтернативното предаване на Андрей Владов. Излъчват се и специализирани рубрики – за живота във Великобритания, исторически теми, религиозни въпроси и много други. Би Би Си става една от най-цитираните чужди медии в България. Репортажите от ключови световни места също разширяват влиянието ѝ.
Заради обявени икономии от Би Би Си, Световните служби закриват редица чуждоезикови редакции. Сред тях е и българската. На 23 декември 2005 г. e последното предаване на BBC на български. До началото на 2006 година спират почти всички предавания на европейски езици. През лятото на 2008 г. е спряна и румънската секция на корпорацията.

## Телевизия
През 1932 г. Би Би Си започва да излъчва експериментални, а през 1936 г. и редовни телевизионни програми, след 1967 г. – цветно.
Компанията излъчва по следните телевизионни канали:
- За Великобритания: BBC One и BBC Two (наземно ефирно аналогово излъчване) и още 6 програми: BBC Three, BBC Four, BBC News 24 (24-часов информационен канал), BBC Parliament (парламентарен канал), CBeebies (детски канал), CBBC (младежки канал) и BBC Sport (спортен канал) чрез наземно ефирно цифрово излъчване;

- За националностите и регионите във Великобритания: BBC Scotland (Шотландия), BBC Northern Ireland (Северна Ирландия), BBC Wales и BBC W2 (Уелс), както и 11 канала за регионите в Англия;

- За останалата част от света: BBC Prime (Европа, Близкия изток и Африка), BBC America (САЩ), BBC Canada (Канада), BBC Food (Южна Африка и Скандинавия), BBC Japan (Япония), BBC Kids (Канада), BBC India (Индия) и BBC World.